# Evangelische Kirche (Sechshelden)

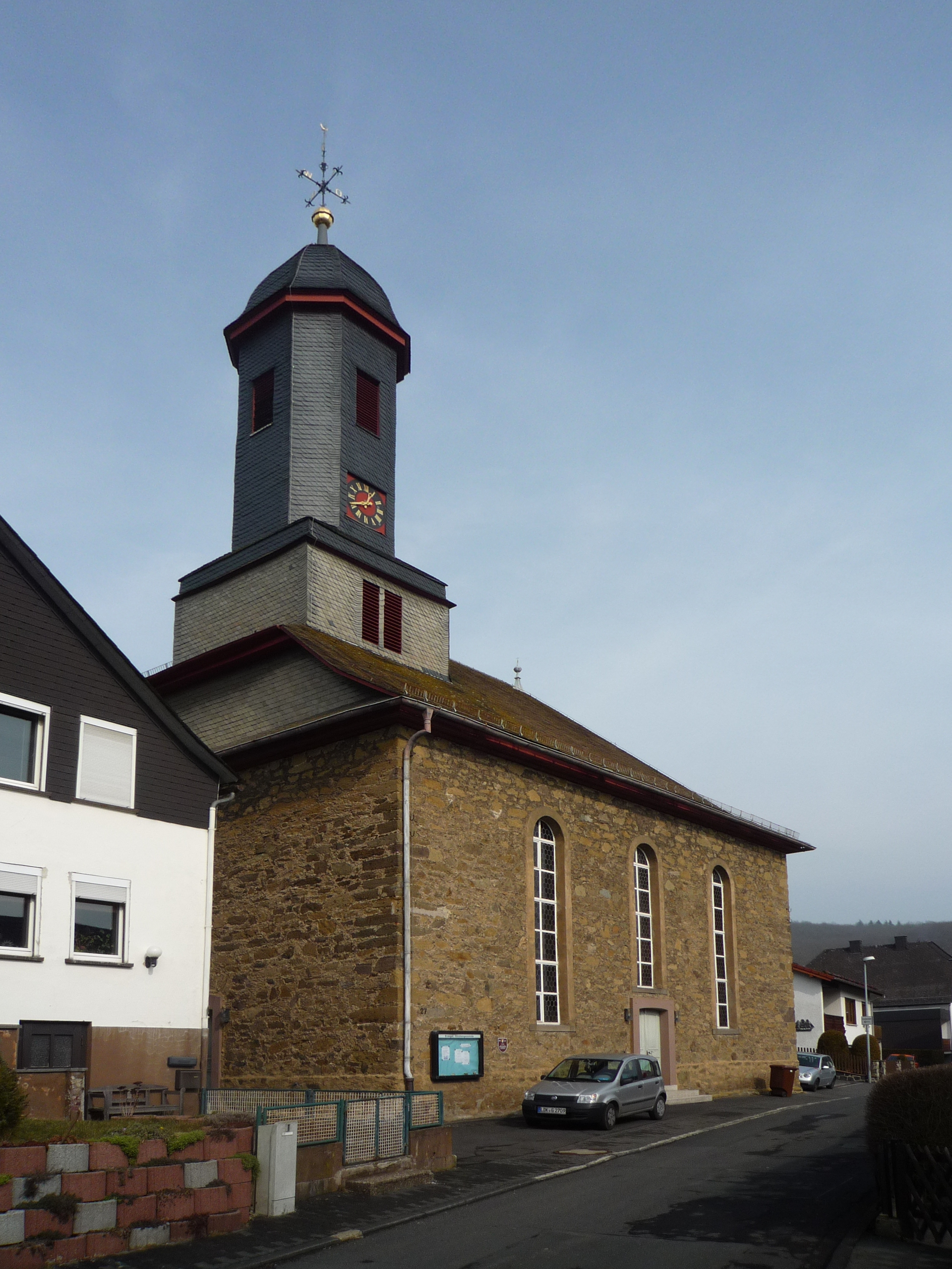
Evangelische Kirche (Sechshelden)

Die evangelische Kirche Sechshelden ist ein denkmalgeschütztes Kirchengebäude, das in Sechshelden steht, einem Stadtteil von Haiger im Lahn-Dill-Kreis (Hessen). Die Kirchengemeinde gehört zum Dekanat an der Dill der Propstei Nord-Nassau in der Evangelischen Kirche in Hessen und Nassau.

## Beschreibung
Der Vorgängerbau, eine Kapelle, brannte während des Siebenjährigen Krieges aus. Bis 1803 diente die Schule auch als Kirche, bevor die klassizistische Saalkirche 1804/05 aus Bruchsteinen gebaut wurde. Im Westen erhebt sich aus dem Satteldach des Kirchenschiffs ein quadratischer Dachturm, auf dem ein achteckiger, hoher, schiefergedeckter, mit einer glockenförmigen Haube bedeckter Aufsatz sitzt, der die Turmuhr und den Glockenstuhl mit einer Kirchenglocke beherbergt, die aus der Marienkapelle in Dillenburg stammt, die 1485 für den Bau der Stadtkirche abgerissen wurde. 
Der Innenraum ist mit einer Flachdecke überspannt. Die dreiseitigen Emporen ruhen auf kannelierten Säulen. Auf der Westempore werden zwei Paar Säulen zur Unterstützung des Dachturms bis zur Decke fortgeführt. Die Kirchenausstattung ist einheitlich aus der Entstehungszeit. Vor der Ostwand befindet sich neben dem Altar die Kanzel mit einem Schalldeckel, der mit Bandelwerk verziert ist. Die Orgel mit elf Registern auf zwei Manualen und Pedal wurde 1971 von E. F. Walcker & Cie. gebaut (Information zur Orgel).